# دمودکس
دمودکس (نام علمی: Demodex) یک سرده از مایت‌های کوچک است که در داخل یا نزدیک فولیکول مو پستانداران زندگی می‌کنند. نزدیک به ۶۵ گونه از دمودکس‌ها شناخته شده‌اند. اکثر انسان‌ها دارای حداقل یک گونه از مایت‌ها بر روی بدن خود هستند. دو گونه‌ای که بر روی انسان زندگی می‌کنند عبارتند از: دمودکس فولیکولوروم و دمودکس برویس که به هر دوی آن‌ها اغلب مایت مژه می‌گویند. گونه‌های مختلفی از حیوانات میزبان گونه‌های مختلفی از دمودکس‌ها هستند. دمودکس کنیس بر روی بدن سگ‌های خانگی زندگی می‌کند. آلودگی به دمودکس‌ها رایج و معمولاً از خود نشانه بیماری را بروز نمی‌دهند، اگرچه گاهی اوقات بعضی از بیماری‌های پوستی به علت وجود مایت‌ها بر روی بدن به وجود می‌آیند. دمودکس برگرفته از زبان یونانی δημός dēmos «چاق» and δήξ dēx, «کرم چوب» است.

## انواع دمودکس‌ها
- فولیکولوروم (D. folliculorum)
- برویس (D. brevis)
- کِی نِس (D.canis)

## فولیکولوروم و برویس
به‌طور معمول در انسان یافت می‌شوند. فولیکولوروم اولین بار در سال ۱۸۴۲ توسط سیمون و برویس بعدها در سال ۱۹۶۳ توسط اکبولاتووا شناخته شد. فولیکولوروم در فولیکول‌های مو یافت می‌شود، در حالی که برویس در غدد چربی وابسته به فولیکول‌های مو زندگی می‌کند. هر دو گونه در درجه اول در صورت، در نزدیکی بینی، مژگان و ابروها دیده می‌شوند، اما در جاهای دیگر بدن نیز وجود دارند.

### ساختاربدن
کنه‌های بزرگسال فقط ۰٫۳–۰٫۴ میلی‌متر طول دارند، برویس کمی کوتاه‌تر از فولیکولوروم است. هرکدام دارای بدن نیمه شفاف و دراز هستند که از دو بخش متصل تشکیل شده‌است. هشت پای کوتاه بندبند به قسمت اول بدن متصل است. بدن برای لنگر انداختن خود در فولیکول مو از مقیاس پوشیده شده‌است و کنه دارای دهانه‌هایی سوزنی مانند برای خوردن سلول‌های پوستی و چربی ای که در فولیکول‌های مو جمع می‌شوند. کنه‌ها می‌توانند فولیکول‌های مو را ترک کرده و به آرامی با سرعت ۸ تا ۱۶ سانتی‌متر در ساعت به خصوص در شب بپیوندند، چون از نور دوری می‌کنند.

### انتقال
کنه‌ها از طریق تماس با مو، ابرو و غدد سباسه صورت بین میزبان‌ها منتقل می‌شوند. ماده فولیکولوروم از نرها بزرگتر و گردتر است.

### تولیدمثل
بطورکلی کنه‌های دمودکس لقاح داخلی دارند؛ جفتگیری در بازشدن فولیکول صورت می‌گیرد و تخم‌ها درون فولیکول‌های مو یا غدد سباسه قرار می‌گیرند. لارو شش پا بعد از ۳–۴ روز تخم‌گذاری می‌کند و لاروها در حدود ۷ روز در بزرگسالان رشد می‌کنند. طول عمر کلی یک کنه دمودکس چند هفته است.

### مشکلات سلامتی
افراد مسن احتمال بسیاربیشتری دارد که کنه‌ها را حمل کنند؛ حدود یک سوم از کودکان و جوانان، نیمی از بزرگسالان و دو سوم افراد مسن آنها را حمل می‌کردند. نرخ پایین در کودکان ممکن است به این دلیل باشد که کودکان سبوم کمتری تولید می‌کنند. اخیراً، مطالعه ای در مورد ۲۹ نفر در کارولینای شمالی، ایالات متحده، نشان داد که همه بزرگسالان (۱۹ نفر = ۱۹، بالای ۱۸ سال) دارای کنه هستند و ۷۰٪ از افراد زیر ۱۸ سال دارای کنه هستند. این مطالعه با استفاده از یک روش تشخیص DNA و حساس تر از نمونه برداری سنتی و نیز مشاهده توسط میکروسکوپ، همراه با مطالعات متعددی از اجساد، نشان می‌دهد که کارهای قبلی ممکن است شیوع کنه‌ها را دست کم گرفته باشد. با این حال، اندازه نمونه کوچک و منطقه جغرافیایی درگیرکوچک از جلوگیری از نتیجه‌گیری گسترده از این داده‌ها جلوگیری می‌کند.

### پژوهش‌ها
تحقیقات در مورد آلودگی انسان توسط کنه‌های دمودکس در حال انجام است:
شواهد از ارتباط بین آلودگی دمودکس و آکنه رایج (آکنه ولگاریس) وجود دارد، که ممکن است نقشی در ترویج آکنه داشته باشد.
چندین مطالعه مقدماتی نشان می‌دهد ارتباطی بین آلودگی کنه و آکنه روزاسه وجود دارد.
خانم دکتر فاطمه عارفی مهر یکی از کسانی بود که روی دمودکس تحقیقات فراوانی انجام داد و توانست کمک فراوانی در جهت شناخت این موجود انجام دهد.

## کِی نِس
کلمه ای لاتین به معنای سگ از آنجایی که میزبان طبیعی آن سگ اهلی است. اگرچه می‌تواند انسان را به‌طور موقت آلوده کند ولی نمی‌تواند روی پوست انسان زنده بماند و مدت کوتاهی پس از قرار گرفتن در معرض محیط می‌میرد و به عنوان زئونوز مطرح نیست. به‌طور طبیعی دارای یک رابطه متقابل با سگ است و در شرایط عادی هیچ بیماری یاعلامت بالینی ایجاد نمی‌کند. تشدید آلودگی ملزم توجه بالینی ست که معمولاً عوامل ایمنی پیچیده‌ای را درگیر می‌کند. با اینحال هر زمان که یک وضعیت سرکوب کننده سیستم ایمنی وجود داشته باشد و سیستم ایمنی سگ (که به‌طور معمول جمعیت کنه محدودمی کند تا درم را حفظ کند) تضعیف شود، این امکان را فراهم کند که کنه‌ها تکثیر یابند. درحالی که کنه به آلوده کردن میزبان ادامه می‌دهد، علائم بالینی آشکار می‌شود و با دمودایکوز، دمودکتیک و رد منیج تشخیص داده می‌شود.
از آنجا که بخشی از جانوران طبیعی روی پوست سگ است، کنه مسری تلقی نمی‌شود. کلیه سگها، هنگام نگهداری والدشان از آنان در مواجهه اولیه قرار می گیرندو سیستم ایمنی سالم جمعیت کنه را کنترل می‌کند، بنابراین در مواجهه‌های بعدی در مورد سگ‌هایی که دارای طفل دیمودکتیک بالینی هستند، شانس حیوان را برای ابتلا به دمیودایکوزیس افزایش نمی‌دهد. ضمناً آلودگی‌های بعدی پس از درمان ممکن است رخ دهد.